# Wehrkirche Gungolding

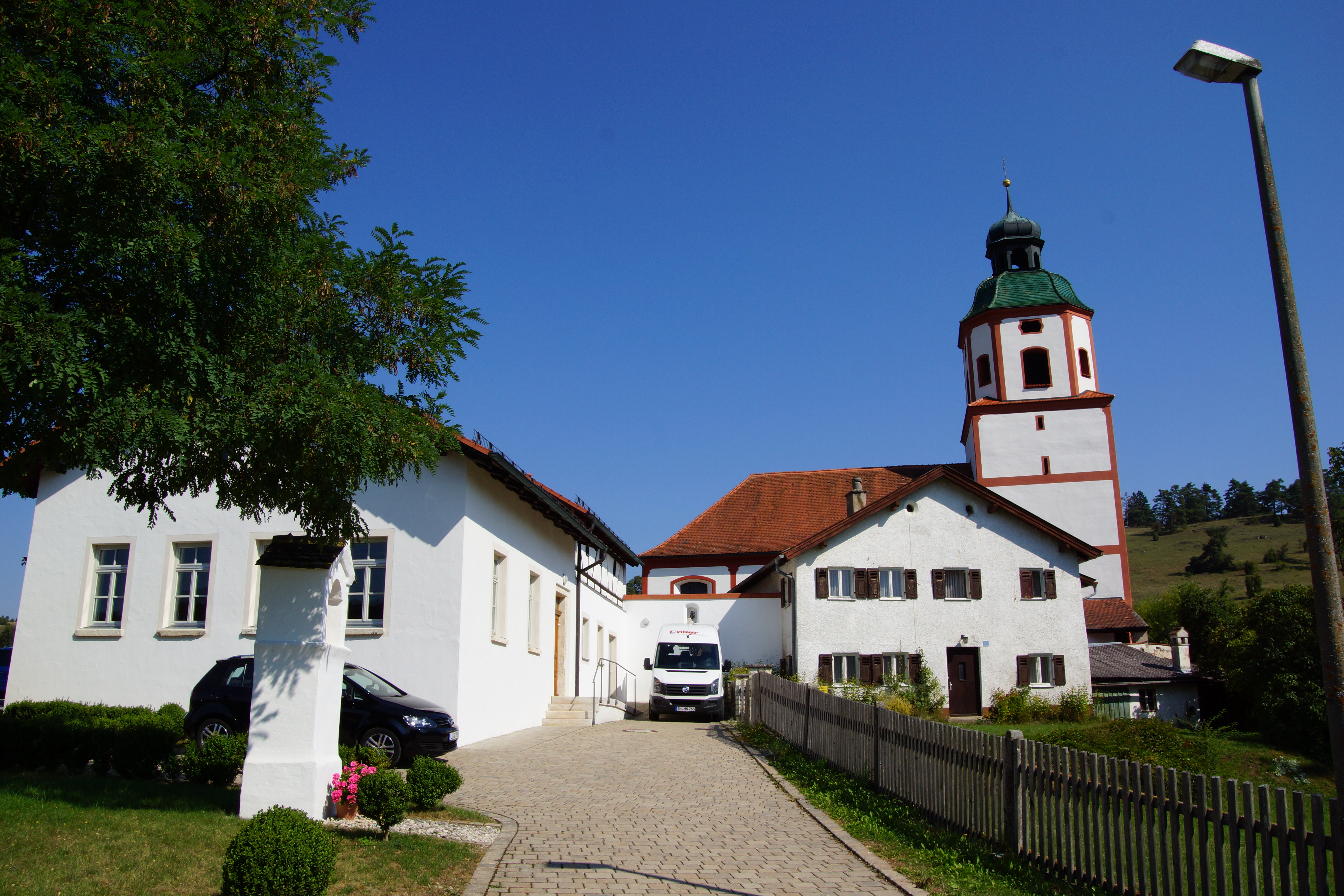
Kirche Gungolding

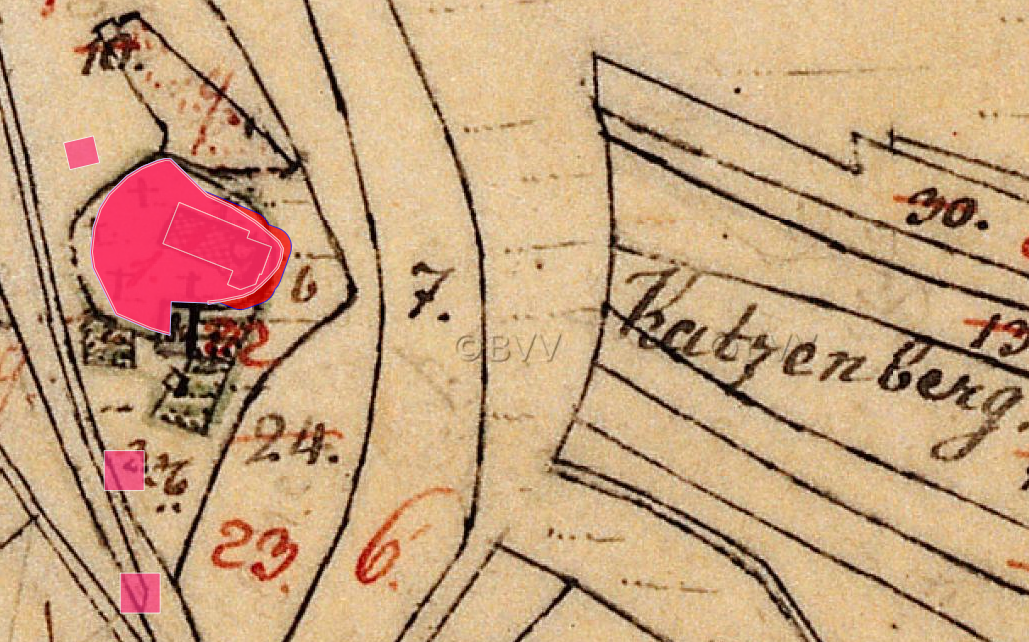
Lageplan von Wehrkirche Gungolding auf dem Urkataster von Bayern

Die Wehrkirche Gungolding ist eine ehemalige Wehrkirche an der Stelle der heutigen Pfarrkirche Mariä Himmelfahrt auf einer Anhöhe an der Straße nach Pfahldorf außerhalb von Gungolding (St. Marienstraße 16) einem Ortsteil der Gemeinde Walting im Landkreis Eichstätt in Bayern. Die Anlage ist unter der Aktennummer D-1-76-165-13 als Baudenkmal verzeichnet. „Untertägige mittelalterliche und frühneuzeitliche Teile im Bereich der Kath. Pfarrkirche Mariä Himmelfahrt bei Gungolding“ werden zudem als Bodendenkmal unter der Aktennummer D-1-7034-0212 geführt.

## Beschreibung
Von der ehemaligen mittelalterlichen Wehrkirche, die vermutlich als Fliehburg der Ortsbevölkerung diente, zeugen noch das Untergeschoss des Kirchturms mit gotischem Spitzbogenfenster an der Ostseite und die Friedhofsummauerung (Friedhofsbefestigung) mit ihrem urtümlichen Bruchsteinmauerwerk. Das Langhaus wurde 1740 nach Plänen des Eichstätter Hofbaudirektors Gabriel de Gabrieli nach Westen verlängert, erhöht und barock umgestaltet sowie das achteckige Turmobergeschoss errichtet.
Die Kirche birgt spätgotische und barocke Ausstattungsgegenstände. Zu ihr führen 14 gemauerte Kreuzwegstationen von 1751 mit Bildtafeln des Eichstätter Künstlers Franz Maurer von 1992.